# Georges Rouquier
Georges Rouquier (Lo Vièlh Lunèl, Erau, 23 de juny de 1909 - París, 19 de desembre de 1989) fou un actor i director de cinema francès.

## Biografia
La seva mare regentava una botiga de queviures i el seu pare gestionava una empresa lletera amb un dels seus oncles. El seu pare va morir a Verdun el febrer de 1915; la seva mare està carregada de deutes i hagué de deixar el seu negoci. Als 16 anys va treballar de linotipista a Paris-Soir i va provar sort per primera vegada al cinema amb 2.500 francs per realitzar Vendanges en 1929, però va haver d'esperar fins al 1942 perquè el productor Étienne Lallier acceptés finançar-lo i llançar la seva carrera.
Va ser particularment famós entre els afeccionats al cinema pels seus documentals originals, especialment el seu díptic de Farrebique (1947) i, 38 anys més tard, Biquefarre, ficcions rodades a Gotrens, sense actors, la seva família i els veïns. Aquestes ficcions documentades són cròniques de la vida de pagesos a la Roergue de la postguerra. Malgrat la controvèrsia - Farrebique és fortament criticada pel reconegut dialogista Henri Jeanson - la pel·lícula fou projectada fora de competició al 1r Festival Internacional de Cinema de Canes, però exclosa de la selecció oficial. Va obtenir un premi especialment creat, el Premi Internacional de la Crítica. A continuació, és exhibida en primícia a l'Opéra de París, en presència de Paul Ramadier, president del Consell, mandatari del president Vincent Auriol.
RKO Pictures, la famosa companyia de distribució nord-americana, va comprar els drets sobre la pel·lícula, la va distribuir i la va projectar al cinema Madeleine de París, al mateix temps que Saludos Amigos de Walt Disney, com a llançament nacional. Farrebique va obtenir el primer lloc en entrades venudes en una sola setmana i Georges Rouquier va obtenir, a més de la seva distinció a Canes, el Gran Premi del Cinema Francès, la Medalla d'Or a Venècia i el Grand Epi d'Or a Roma.
Farrebique s'estudia a les universitats nord-americanes com a model del gènere, que explica per què Francis Ford Coppola i Steven Spielberg li donaren suport i que, amb l'ajuda d'acadèmics, obtindrà un finançament de capital nord-americà del National Endowment for the Humanities pel seu darrer llargmetratge Biquefarre, el 1983, amb els mateixos personatges interpretats pels mateixos locals no actors, exposant, en aquesta ficció documental, el món camperol i els seus problemes al tombant de la dècada de 1980. És en aquests anys de evolució del món agrari que coneix i influeix en Yves Garric.
També són apreciats els seus documentals sobre les professions, sempre oscil·lant entre la ficció i la realitat documental.
Marcat per Nanook of the North de Robert Flaherty, sempre li retrà un homenatge a través dels seus documentals i també a les seves referències cinematogràfiques: Charlie Chaplin, Dziga Vertov, Oleksandr Dovjenko, Sergei Eisenstein, Jean Vigo i Marcel Carné, a que no copia, sinó que afirma un estil personal i original.
Georges Rouquier, mort el desembre del 1989, és enterrat al cementiri de Montparnasse de París (6a divisió)

## Homenatges
Se li dedica un espai, lloc de memòria i descobriment de l'obra del pare del documental a Gotrens.
Se li ha dedicat nombrosos homenatges en cine-clubs i cinemes art i assaig.
France Inter ha dedicat diversos programes a aquest cineasta independent i defensor del món rural.

## Filmografia

### Director
Curtmetratges
- 1929: Vendanges
- 1942: le Tonnelier - Documental
- 1944: Le Charron, La part de l'Enfant, L'Économie des Métaux, 3 curtmetratges de comanda per escapar del STO
- 1948: L'Œuvre scientifique de Pasteur - en col·laboració amb Jean Painlevé
- 1949: Le Chaudronnier - Film de comanda
- 1951: Le Sel de la terre  - Pel·lícula sobre la Camarga per demostrar les bondats del pla Monnet
- 1951: Opération du Spondylogisthésis i Arthroplastie de la hanche - Documentals – les seves primeres pel·lícules en color
- 1952: Un jour comme les autres – Documental sobre la prevenció dels accidents de treball
- 1952: Le Lycée sur la colline - Documental per l'Éducation Nationale
- 1953:  Malgovert film « industrial » a l'embassament de Tignes
- 1954: Lourdes et ses miracles - Trilogia (amb Jacques Demy com assistent)
- 1955: La Bête noire - Curtmetratge sobre la Frégate Renault
- 1955: Arthur Honegger – premi a la pel·lícula d'art a la 18a Mostra Internacional de Cinema de Venècia
- 1958: Une Belle Peur - Curtmetratge sobre la prevenció d'accidents
- 1959: Le Notaire de Trois-Pistoles - Curtmetratge
- 1960: Le Bouclier - Curtmetratge sobre prevenció i seguretat
- 1963: Sire le Roy n'a plus rien dit - Curtmetratge sobre els mobles francocanadencs dels segles XVII-XVIII
- 1976: Le Maréchal Ferrant - Curtmetratge - César al millor curtmetratge documental en 1978

Llargmetratges
- 1946: Farrebique
- 1954: Sang et Lumières (Sangre y luces) sobre la narració de Joseph Peyré Sang et Lumières
- 1957: SOS Noronha
- 1983: Biquefarre - Ficció - Premi especial al Festival de Venècia

### Intèrpret
- 1957: Lettre de Sibérie de Chris Marker- Veu
- 1957: Le Bel Indifférent de Jacques Demy - Veu
- 1965: Mandrin, bandit gentilhomme de Jean-Paul Le Chanois
- 1967: Pitchi-Poï
- 1968: Jeff de Jean Herman
- 1969: Z de Costa-Gavras
- 1970: Nous n'irons plus aux bois de Georges Dumoulin
- 1972: Le Secret des Flamands de Robert Valey - Televisió
- 1972: Beau Masque de Bernard Paul
- 1981: L'Amour nu de Yannick Bellon amb Folon

### Productor de televisió
- 1972: Les Saisons et les Jours per la 3a cadena de l'ORTF (estació de Lille), jfins 1973

### Guionista
- 1946: Farrebique
- 1957: SOS Noronha amb Boileau-Narcejac
- 1983: Biquefarre – amb la seva esposa Maria Signorini

## Publicacions
- Georges Rouquier, Album de Farrebique, Fortuny, 1947

## Recompenses
- Gran Premi Internacional de la Crítica  al 1r Festival Internacional de Cinema de Canes de 1946 per Farrebique
- Gran Premi del Cinema Francès
- Medalla d'or a Venècia
- Gran espiga d'or a Roma
- César 1978: César al millor curtmetratge documental per Le Maréchal Ferrant